# کاربردهای تکنولوژی نوین نانو در صنعت ساختمان

## تاریخچه
امروزه نانوتکنولوژی یکی از مباحث پرطرفدار در دنیای تحقیق و توسعه است، که توجه جامعهٔ جهانی و سرمایه‌گذاران را تا حد زیادی به خود جلب کرده‌است. این رشته حوزه‌های متنوعی را در برمی‌گیرد و به شدت میان‌رشته‌ای است. نانوتکنولوژی از طریق فهم و کنترل سازه‌های اساسی تمامی مواد فیزیکی (به‌عنوان مثال: اتم، مولکول و نانوساختار) راه‌های جدیدی برای ساخت مواد معرفی می‌کند. این تکنولوژی فرصت مناسبی را برای تولید مصالح ساختمانی با ویژگی‌های جدید و ساختار بهبود یافته، به وجود آورده‌است. هر روزه اکتشافات جدیدی در این حوزه صورت می‌گیرد و محققان این اکتشافات را در هر راه قابل تصور به خدمت می‌گیرند. در این مطالعه، مروری بر تحقیقات نانوتکنولوژی در صنعت ساختمانی ارائه شده‌است.

## کاربردهای نانوتکنولوژی
نانوتکنولوژی فهم و کنترل مواد در مقیاس حدود ۱ تا ۱۰۰ نانومتر است، که این پدیدهٔ منحصر بفرد منجر به کاربردهای نوین می‌شود. با این حال اگر پدیده‌ای توسط یک ساختار در ۲۰۰ نانومتر به نمایش گذاشته شود، یک مادهٔ فعال در نانوتکنولوژی است و به همین صورت قلمرو پژوهش، نانوتکنولوژی است. نانوتکنولوژی به عنوان مهندسی و ساخت در مقیاس نانو، با دقت اتمی تعریف شده‌است. این عبارت معادل با نانوتکنولوژیِ مولکولی است. با توجه به جدید بودن نانوتکنولوژی، هر روز ما شاهد کاربردهای جدید این تکنولوژی در صنایع مختلف هستیم. با استفاده از این تکنولوژی می‌توان با امکاناتی فنی و همچنین منابع مالی معینی به تولید ساختمان‌هایی با عمر مفید و مقاومت بالاتری دست یافت.

### نانو پوشش‌های چند منظوره
فناوری‌های مواد و حفاظت از انرژی، تأثیر عمده‌ای بر اقتصاد کشورها داشته‌است. این اقدامات حفاظتی شامل توسعهٔ مواد عایق پیشرفته، اقتباس از فناوری‌های روشنایی جدید مانند روشنایی حالت جامد OLED و افزایش سطح چند منظوره برای تمام انواع کالاها است. تبدیل انرژی خورشیدی، ذخیره‌سازی و حفاظت انرژی و حفاظت از سطح می‌توانند مستقیماً از طراحی در مقیاس نانو بهره‌مند شوند. به‌عنوان مثال، دلیل باقی ماندن آب، خاک و لکه‌ها روی بسیاری از سطوح، بزرگ بودن اندازهٔ منافذ روی سطح و همچنین جدا بودن آن‌ها از یکدیگر است. پوشش‌های نانوساختار می‌تواند برای مدت زمان طولانی از منافذ سطوح صنعتی نظیر ساختمان در برابر نفوذ خاک، لکه‌های آب و ضربه محافظت کنند.

### نانوذرات دی‌اکسید تیتانیوم (TiO2)
دی‌اکسید تیتانیم (تیتان) یکی از مواد اولیه مورد استفاده در زندگی روزمره است. تیتان در سه حالت کریستالی روتیل، آناتاز و بروکیت وجود دارد. در حالت کلی، این ماده یک‌نیمه‌هادی است که می‌تواند از نظر شیمیایی با نور فعال شود. از کاربردهای این نانوذره در صنایع ساختمانی می‌توان به افزایش خواص مکانیکی نمونه‌ها در سازه‌های اصلی، استفاده در نمای داخلی و خارجی ساختمان‌ها برای دفع آب، جذب کثیفی، مقاومت در برابر اشعه UV، ساخت بتن تقویت شده و خود-تعمیرکننده و خود-تمیزشونده، شیشه‌های خود-تمیز شونده و مقاوم در برابر آتش و شیشه‌های کنترل کنندهٔ انرژی، اشاره کرد.

### انوسلیس‌ها (SiO2)
نتایج حاصل از مطالعهٔ لی در سال ۲۰۰۴ نشان داد که نانوذرات SiO2 تراکم ذرات در بتن حاوی حجم زیاد خاکستر بادی را به مقدار قابل توجهی افزایش می‌دهد (Li, 2004, pp. 1043-1049). این مطالعه نشان داد توزیع اندازهٔ منافذ را با پر کردن منافذ بین خاکسترهای بادی بزرگ و ذرات سیمان در مقیاس نانو بهبود می‌بخشد. پراکندگی/دوغاب نانوسیلیس غیرمتبلور به منظور بهبود مقاومت در برابر تفکیک برای بتن خود-تراکمی استفاده شده‌است.

### حسگرهای مبتنی بر نانوتکنولوژی
حسگرهای در اندازهٔ نانو در سازه‌های ساختمانی برای نظارت دقیق بر آسیب و سلامت سازه و شرایط محیطی استفاده می‌شوند، همانند اندازه‌گیری چگالی، میزان افت بتن، دما، رطوبت، ترک خوردگی، تنش و خوردگی.